# Jamie Roche
Jamie John Roche (* 5. April 2001 in Uppsala) ist ein schwedisch-englischer Fußballspieler. Seit 2023 steht der defensive Mittelfeldspieler in der Schweiz beim FC Lausanne-Sport unter Vertrag.

## Karriere
Roche wurde als Sohn eines britischen Vaters und einer schwedischen Mutter in Uppsala geboren. Eigenen Angaben zufolge ist sein Familienname Roche irisch-französischen Ursprungs. Er stammt aus einer Familie aus Fußballspielern: Bereits sein Großvater Johnny Roche spielte Ende der 1950er Jahre in England für den FC Millwall und Crystal Palace, sein Vater war in England und Schweden semiprofessionell ebenfalls als Spieler aktiv.

### Im Verein
In seiner Kindheit spielte Roche zunächst bis 2012 bei Bälinge IF, ehe er 2013 in den Nachwuchs des IK Sirius wechselte und dort die anschließenden Jugendmannschaften durchlief. Im Alter von 12 Jahren absolvierte er zudem ein Probetraining beim englischen Ipswich Town sowie 2018 bei Norwich City. Zu Beginn der Saison 2020 stattete ihn IK Sirius mit einem Profivertrag über drei Jahre bis 2023 aus und nahm ihn in den Kader der ersten Mannschaft in der ersten schwedischen Liga auf. Nach einigen Einsätzen als Einwechselspieler zu Saisonbeginn konnte er sich dort ab dem Herbst 2020 als Stammspieler durchsetzen, wobei er zumeist im defensiven Mittelfeld oder als Innenverteidiger zum Einsatz kam. Anfang 2021 verlängerte er seinen Vertrag vorzeitig um ein Jahr bis 2024.
Nach insgesamt zehn Jahren verließ Roche den Verein im Sommer 2023 und wechselte in die Schweiz, wo ihn der Erstliga-Aufsteiger FC Lausanne-Sport verpflichtete und mit einem Vierjahresvertrag ausstattete.

### Nationalmannschaft
Im November 2021 bestritt Roche zwei Freundschaftsspiele mit der schwedischen U20-Nationalmannschaft.